# 가나슈

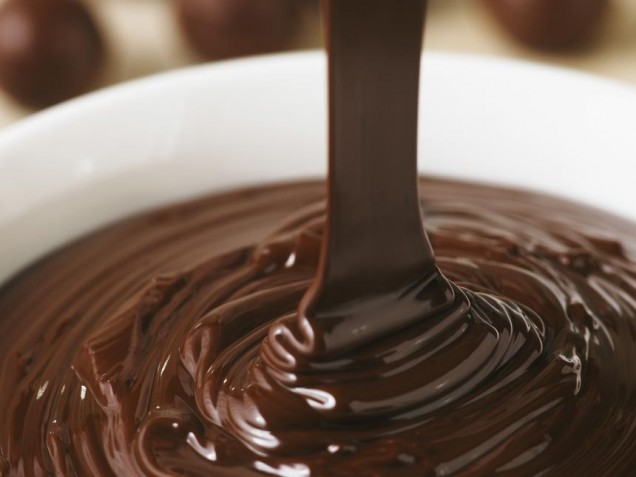
그릇에 담긴 초콜릿 가나슈

가나슈(프랑스어: ganache)는 초콜릿의 일종으로, 초콜릿 생크림과 버터, 우유 등과 섞어 용도에 따라 경도를 조정한 초콜릿 크림이다. 수분이 많은 일반 초콜릿에 비해 소비 기한은 짧다.

## 같이 보기
- 초콜릿